# خواهران گریم
خواهران گریم یک سریال فانتزی کودکانه به نویسندگی مایکل باکلی و تصویرگری پیتر فرگوسن است. این مجموعه تا حدی بر اساس آثار و زندگی برادران گریم است. شخصیت‌های اصلی این کتاب سابرینا گریم و دافنه گریم، فرزندان خیالی برادران گریم هستند، کاراکترهای دیگر از کتاب قصه‌های برادران گریم برگزیده شده است. 